# 神戸市立千鳥が丘小学校
神戸市立千鳥が丘小学校（こうべしりつ ちどりがおかしょうがっこう）は、兵庫県神戸市垂水区千鳥が丘に所在する公立小学校。

## 沿革
- 2001年（平成13年）4月1日 - 神戸市立上高丸小学校と神戸市立西高丸小学校が合併したことによる開校。

## 通学区域と進学先中学校
神戸市垂水区に属する。
- 神戸市立垂水中学校
  - 上高丸2丁目、高丸4丁目（8番）・5 - 8丁目、千鳥が丘3丁目（9番）
- 神戸市立福田中学校
  - 上高丸3丁目、潮見が丘1 - 2丁目、千鳥が丘3丁目（1・9番を除く）

## 校区内の主な施設
- 神戸市西部療育センター
- 神戸上高丸郵便局
- 神戸市立たるみ幼稚園
- 上高丸交番
- 上高丸団地

## 交通
- 山陽バス 4・5・8系統「上高丸団地」より

## 通学区域が隣接している学校
- 神戸市立名谷小学校
- 神戸市立福田小学校
- 神戸市立高丸小学校
- 神戸市立垂水小学校
- 神戸市立千代が丘小学校
- 神戸市立多聞東小学校
- 神戸市立小束山小学校

## 著名な卒業生
神戸市立西高丸小学校出身
- 松田憲幸（システムエンジニア、ソースネクスト創業者・代表取締役会長兼CEO、SOURCENEXT Inc. President CEO、ロゼッタストーン日本法人代表取締役社長、新経済連盟理事、ポケトーク開発者）